# 堀江六人斬り
堀江六人斬り事件（ほりえろくにんぎりじけん）は、1905年（明治38年）6月21日未明、大阪堀江遊郭の貸座敷「山梅楼」（やまうめろう）の当主・中川萬次郎が、内縁の妻（山梅楼女将）の親族ら6人を刀剣で斬り付け、5人が死亡した大量殺人事件である。
両腕を切断されながら被害者6人の中で唯一生き残った芸妓・津満吉（＝妻吉）は、その後結婚、出産、離婚を経て高野山で出家得度し、名を大石順教と改め、半生を障害者の福祉に捧げた。

## 概要
判決文「事実」を参考に、この事件のあらましを述べる。
かつて船乗業に従事していた中川萬次郎（安政元年3月26日生）は、明治13年馴染みとなった大阪市堀江遊廓の貸座敷「山梅楼」の養女中川八重に入夫。同22年頃、ある事情から八重を離婚別居させると、松島遊郭から芸妓白木スヱを妻に迎えて山梅を経営。同32年萬次郎の養女にして抱え芸妓であった小萬こと座古谷アイとの間に子女（初光）が生まれたことでスヱとの折り合いが悪くなり、同37年12月スヱが自ら家を出て行くと、別宅に置いていたアイを引き入れて同居するに至る。ところが、アイはやや酒好きで、飲むと淫靡に流れ易かったのみならず、年齢が離れ過ぎていたこともあり、常にアイへの警戒を怠らなかった萬次郎は、客人「木村屋」こと和田亀蔵とアイが情交浅からぬ関係にあると確言し、和田と親しかった芸妓津満吉こと河内ヨネおよびその父大石忠蔵らをその媒介者とみなして彼らを怨んだ。
その後アイは、山梅で働いていた萬次郎の甥で養子の明治郎と密通して萬次郎から詰責を受けるに至り、明治38年4月18日、先に明治郎が家を出て中川八重方に身を潜め、翌月の5月5日、アイもこれに続いて家から出て行った。衣類など2人の私物の搬出には抱え芸妓梅吉こと杉本ヨネとアイの妹座古谷スミがそれぞれ協力した。明治郎アイの両人は各所で密会し、その後の処置について協議を凝らした。この間、萬次郎はアイを呼び戻そうと動いたがアイの母座古谷コマはこれに取り合わず嘲弄、アイの伯父中尾恒助および大石忠蔵からも期待したような協力は得られず、ついに警察の手を借りるに至るも、コマおよびアイの弟菱安次郎に妨害されて不首尾に終わる。手段尽きて憤懣やるかたない萬次郎は関係者の殺害と自身の自殺を決意してその準備を整えるが、アイおよび初光を溺愛する余りこれを実行に移せなかった。何とかアイを引き戻そうと思いを巡らせていた萬次郎は、明治38年6月20日夜11時頃より自宅の台所にてアイの親族や芸妓らと酒宴を催した。12時を過ぎ、一同が就寝して以降も、萬次郎はアイの母コマと2人居残ってアイの復帰と入籍について話し合ったが、コマは相変わらずこれには取り合わず、午前3時頃、座を蹴って奥の間で床に就いてしまう。午前4時頃、萬次郎は予てより所持していた刀剣を持ち出して鞘を払い、寝ているコマを起こして脅迫したところ、「殺したければ殺せ、皆殺しにしてみよ」とコマに凄まれたことから、酒気を帯びていたことも手伝い、日頃の怨恨瞬時に激発して殺意が生じ、直ちにコマの頭部および後頭部を斬り付けて斬殺。心機たちまちにして奮い立った萬次郎はこの際恨み重なる他の者もまとめて殺そうと決心し、コマの横で寝ていたアイの妹スミの頚部および頭部を斬り付けてこれを即死させ、さらに2階へ上がり、熟睡していた安次郎、河内ヨネ、杉本ヨネの3人をも次々に斬り付けたのち、再び階下に降りて中尾キヌ（中尾恒助の二女）を起こしてコマ・スミを斬殺した奥の間へ連れて行き、キヌの父中尾恒助に対する恨みを縷々述べた上で、助命を乞うキヌを斬り殺した。河内ヨネは両腕を斬られながらも巧みに死を装い殺害を免れた。（以上、判決文参考）
自死できず警察へ自首した萬次郎は、事件の翌々月、故殺罪にて無期徒刑の宣告を受け、感謝の涙に咽び泣いたが、翌日検事側より「事実誤認の失当判決」として控訴され、同年12月14日の控訴審において一審破棄のうえ死刑判決を下された。萬次郎は直ちに上告したが、翌明治39年2月16日大審院にて棄却され死刑が確定。哀願書の提出も同年7月2日に却下され、ついにその翌年、明治40年2月に死刑に処された。生き残った芸妓津満吉こと河内ヨネは、刑執行の一報を受けた巡業先の東京で萬次郎の法要を、また後日大阪では萬次郎のための石塔を天王寺に建立したうえ、法善寺で犠牲者5人のための法要をそれぞれ営んだ。

## 事件に至るまで

### 萬次郎と山梅楼
(※年齢は全員数え年)

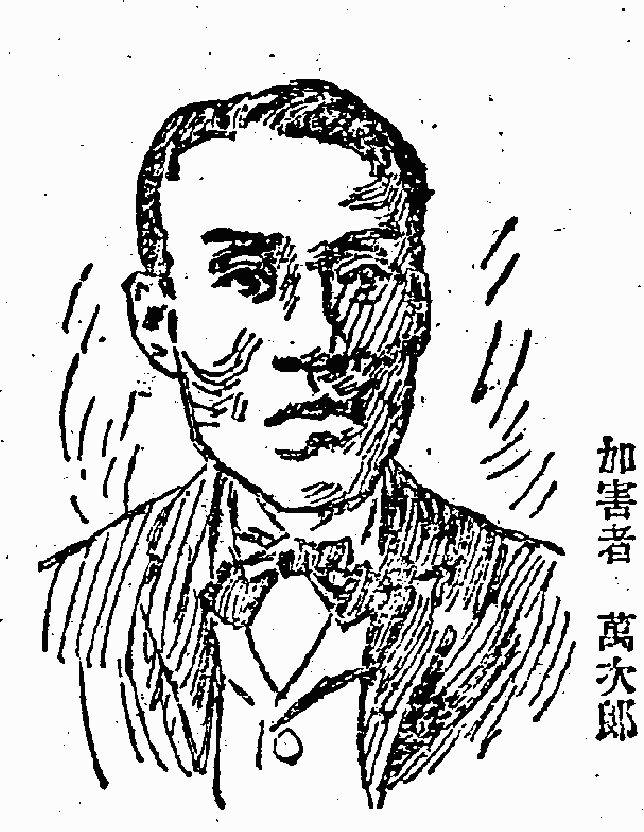
中川萬次郎の似顔絵

犯人・中川萬次郎（なかがわ まんじろう。事件当時52歳）は尾張国海東郡福田村の生まれで、実家は尾張徳川家の家来筋。旧姓は犬飼。幼少期に犬山藩藩主・成瀬長門守の家来、岩田家の養子となり同家の船手役を務めていたが維新後に失業。その後帆船の船頭を生業としていた。仕事で大阪に入港するたびに山梅楼に宿泊し、当時の経営者の娘・八重（当時25歳）と情交を深めていき、やがて婿養子に納まる。山梅楼は八重の母お民(おたみ)が女主人として営業していたが1887年に死亡した後は、店の全権は萬次郎が握ることになった。
しばらくは仲睦まじく円満に暮らしていたが、萬次郎は元来が女好きであり次第に店の抱え芸者に手をつけるなど、女商売にあるまじき行為を繰り返していた。彼は萬次郎を頼って名古屋から上阪した店の芸者・お作となじみ、そのことで八重とゴタついた。萬次郎はお作と駆け落ちして北海道に逃げ、2人で数年を過ごす。しかしお作に飽き、1人で大坂に戻ってきていた。一方、留守を守っていた妻の八重は、女1人では商売が手に余り、客の1人を相談相手にしていた。それを知った萬次郎は、妻と客の「姦通」を言いたて、殴る蹴るの暴力をふるい家付き娘の妻を非道にも追放してしまう。こうして彼は山梅楼を乗っ取ってしまう。

### すえ
萬次郎は容貌と弁舌に優れ、ある程度の教養もあったため、遊郭全体の運営議員に選ばれる。こうして店の内外で権力を手にした彼の女遊びは酷くなる一方だった。彼は松島遊郭の芸妓・白木すえ（当時39歳）と馴染み、彼女の実家に入り浸った末に内縁の妻とする。さらにすえの姪・雑魚谷あいを養女としてもらい受け、芸妓として店に出す。
あいには「小萬」を名乗らせ東店(中川楼)より芸妓に出す。愛嬌良く美貌の人気芸妓に成長したあいに、25歳年上の萬次郎は欲心を抱く。そして彼女をしきりに口説いたが、あいは首を縦に振らなかった。萬次郎を受け入れれば、叔母のすえを裏切ることになるからである。業を煮やした萬次郎は、あいを強姦同様にしてものにしてしまう（後述）。
1897年（明治30年）頃、萬次郎は当時日本領となった台湾へ芸妓を率いて出稼ぎ大儲けし、帰国後あいは萬次郎との間の娘を出産・初光(はつこ)と名付けた。以後萬次郎は問屋橋に住むあいの家に毎日入り浸るようになる。
一方、夫を奪われた格好のすえは、姪のあいに始終嫌味を言い続けている。萬次郎は益々あいに熱を上げると共に、すえを疎ましく感じ始めていた。やがて萬次郎は、かつて養子に迎えていた自身の兄の子・明次郎がすえと姦通しているとでっち上げ、萬次郎の嫌がらせに我慢できなくなったすえは1904年、芸妓の妻吉(つまきち)、艶菊(つやぎく)宛に置き手紙を残し山梅楼から姿を消した。

### あい

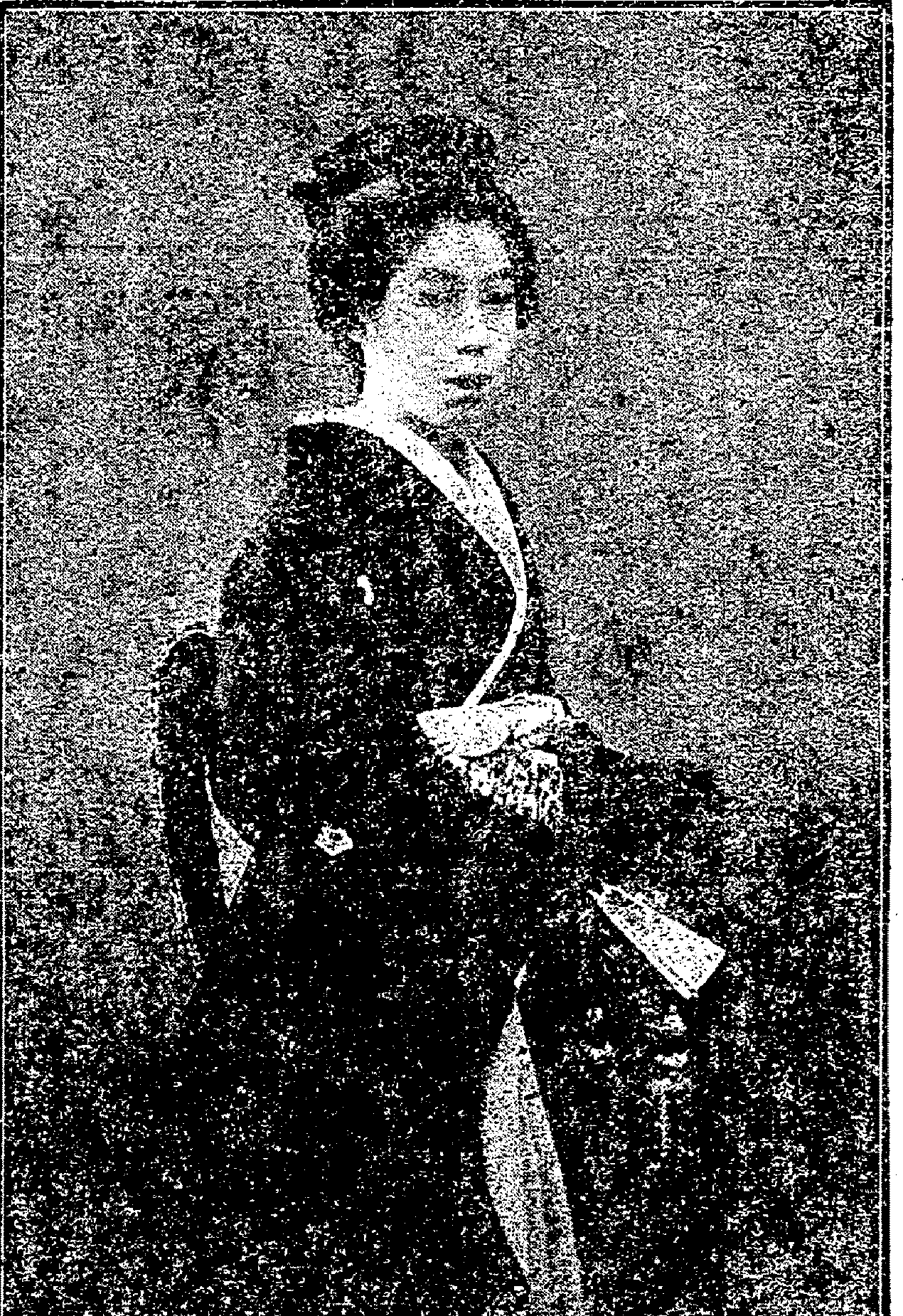
あい

周囲があきれ果てる中、萬次郎はあいを正式に妻として迎えたが、それでも彼女は心を開かず、萬次郎に冷淡な態度を取り続けていた。あいは料亭の仕事はほとんどせず、朝から酒を呑むようなことが続いていた。
あいは叔父の萬次郎を好いていなかった、というよりも大嫌いであった。日頃からのいやらしい言動・行動も叔父であるため我慢していたが、ある日萬次郎は刀を突きつけ「今夜俺の言葉に従わねばお前の髪が切れるかお前の首が飛ぶか俺の腹が裂けるか。お前の考えはどうか」。それ以来しばしば萬次郎はあいに暴力を振るっていた。
何とかしてあいの気を引きたい萬次郎は、あいの母親やきょうだいを山梅楼に呼び寄せて世話をするようになる。こうして、微妙ながらも平穏な数年が過ぎていった。
ある日あいは風邪を引いた明治郎を看病した際、萬次郎は突然あいを殴りつけ、その上詫び状を書けと命令。あいは拒否すると萬次郎は「詫び状を書けば初光を温習会に出してやる」と言い出す。書くか書かないかで言い争い何度も萬次郎に殴り蹴られたあいは娘を温習会に出したいこともあり結局詫び状を書くこととした。

### あいと明治郎の失踪
桜が真っ盛りの5月3日、明治郎が姿をくらまし、2日後にあいも以下の詫び状を残して姿を消した。
あいは明治郎と駆け落ちしたのだと萬次郎は思いくまなく捜索、あいの母や妻吉の父忠蔵に対しても借金(芸妓の前借金)を帳消しにするからと協力するよう依頼するも誰も取り合わなかった。
萬次郎は南署にも捜索願を提出。届けを受け同署の青木巡査があいの実家を訪れ「あいの居所は西區三軒屋下の町百済橋南詰西入難波嶋八阪神社側久米重吉方」と書かれた手紙を発見する。早速久米宅を尋ねると家人は「小萬さん(あい)は先日まで家に居やはりましたが昨夜出た限りまだ帰りまへん」と答える。怪しいと踏んだ青木巡査は翌日再び久米宅を訪ねると、たまたま訪ねてきた車夫が青木巡査を久米家の人物だと間違え手紙を渡してしまう。手紙を透かしてみるとあいが明治郎に宛てた手紙で、「魚屋の魚福にて待つ」といった内容だった。魚福の主人は以前中川家の料理人を務めていた。
青木巡査は車夫に対して「うん俺が明治郎だ。貴様の車で乗って行かう」と明治郎に成り済まして手紙に書かれていた魚福方へ向かい同家を家宅捜索。しかしあいの姿はなく、家人は「夕方までここに居やはりましたが手紙を出せるとすぐ順慶町に行くというて出てやはりました」と供述。青木巡査は順慶町に赴くも同じくもぬけの殻で結局その後の手がかりはなく捜索は途絶えた。
あいには北久宝寺町に住む実母こま、妹すみ、弟安次郎の家族がいたが3人は毎月養育料をあいから貰い受けていた。あいの家出によりそれが途絶え、3人はいつしか山梅楼に居候するようになる。しかしこまは居候の分際で指図がましい奉公人のような振る舞いをしており家族から嫌われていた。
萬次郎は日がたつに連れ荒ぶるようになり、些細なことでもすぐに怒鳴りつけ女中からも恐れられるようになった。女将が居なくなった山梅楼は次第に客足が遠のいていき萬次郎も朝から酒浸りで寝そべっている毎日であった。
皆がグルになって2人を庇い自分をのけ者にしている。そのように邪推した彼は、一方的に殺意を溜め込んでいた。

## 事件

### 前触れ
萬次郎は家族があいの居場所を知っていて自分に教えないのだと思い込むようになる。事件の数日前、萬次郎は馴染みの客に「今日は日頃の目的を達することに決心したので皆を招いたのだ」と意味深な発言をする。客は酒に酔った冗談かと思い気にもかけなかったという。
6月19日、萬次郎は堀江座で歌舞伎『伊勢音頭恋寝刃』を鑑賞。福岡貢が女に背かれたと思い十人斬りに及ぶという内容であった。

### 前夜の酒宴
歌舞伎を見たその日の夜、山梅楼には当時楼主の萬次郎、こま、安次郎、すみ、きぬ、妻吉、梅吉、初光の8人がいた。艶菊、萬吉は座敷に招かれており不在だった。
梅雨時で連日の長雨に「今夜もまた雨か、ほんに気も鬱陶しくてたまらんから一つ家内中で大散財を遣うでないか」。そう言って近くの料理屋に西洋料理や日本料理を注文、一同に振舞った。西洋料理は初めてという妻吉はフライとカツレツ、梅吉はライスカレーを注文した。
飲み騒いでいる間も萬次郎は「こんな晩におあいが居たらさぞ面白かろうに」とグチをこぼし、梅吉や妻吉らにからかわれていた。結局翌午前3時頃まで飲み続けた。

### 六人斬り

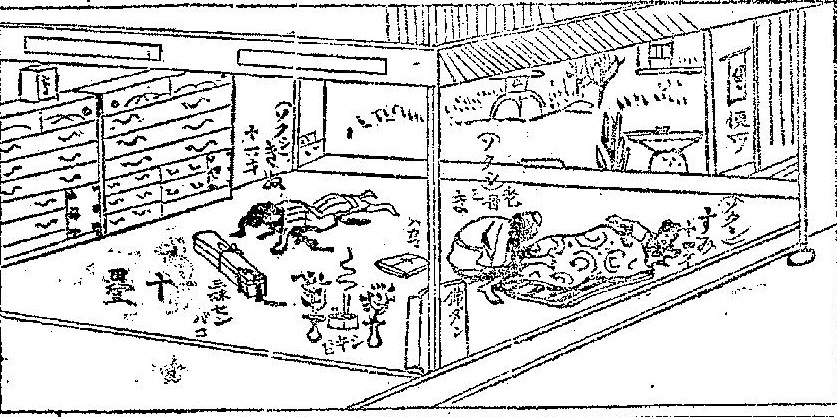
下座敷の様子

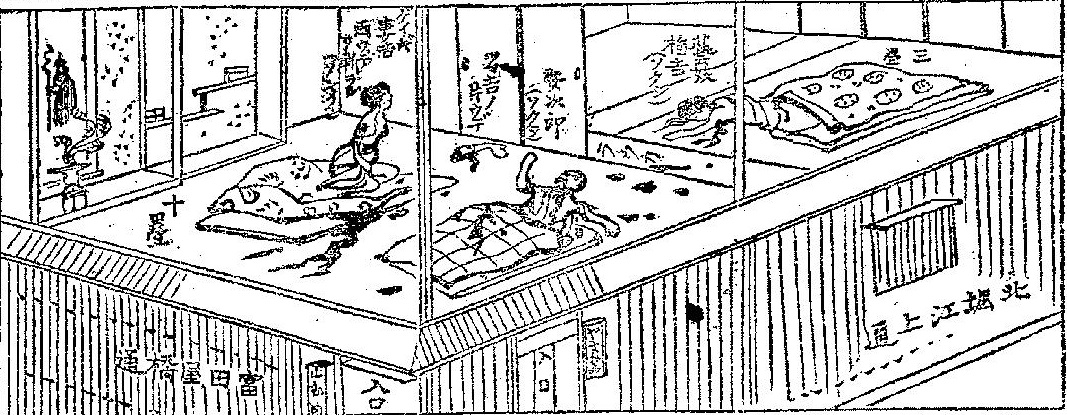
2階の様子

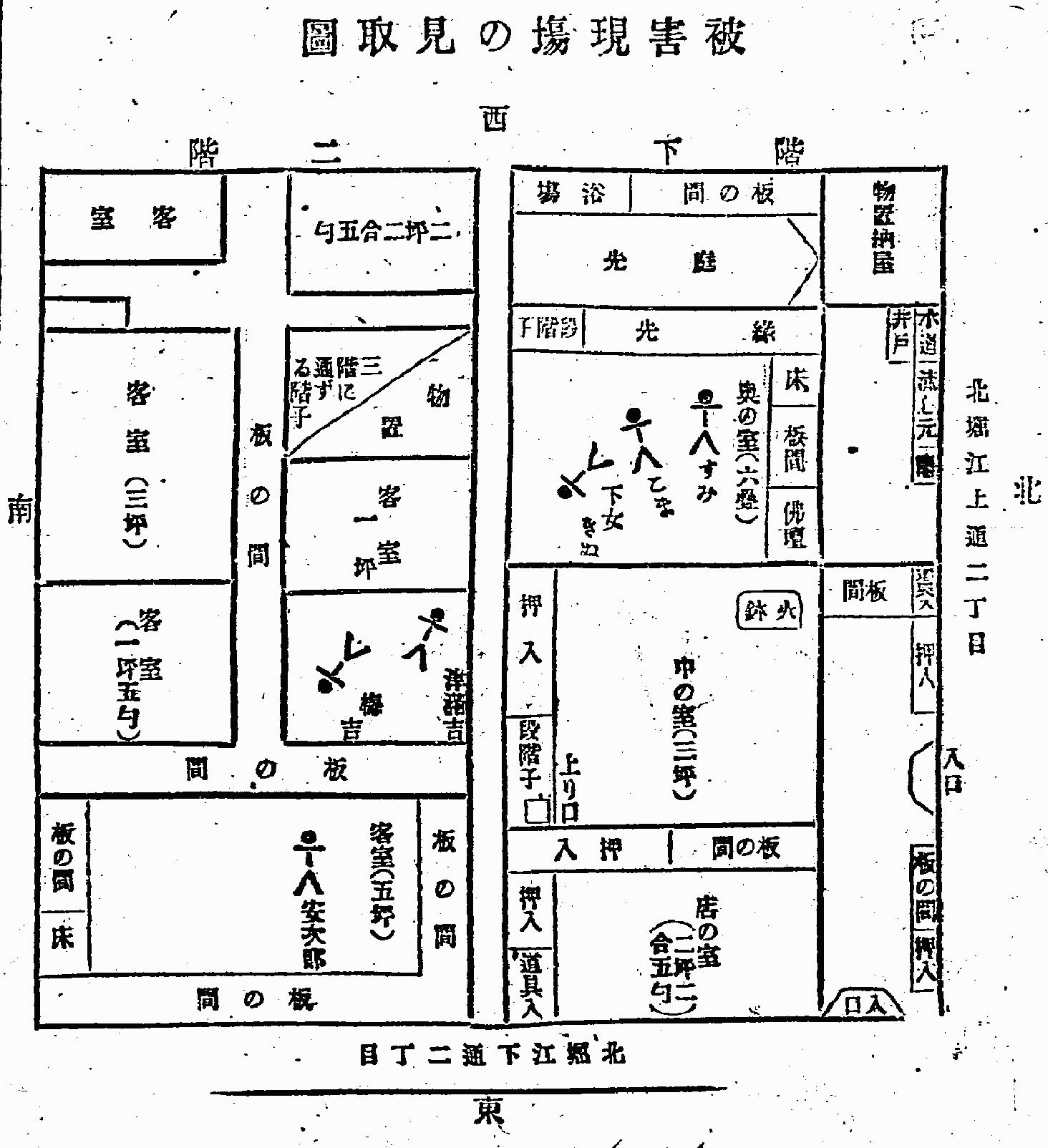
見取り図

宴会を終え一同がぐっすりと寝込んでいた午前4時頃、1階で寝ていた萬次郎は起き上がりタンスから刃渡り一尺八寸の日本刀を取り出し、家族殺傷を決意。予め購入した櫁を仏壇に供え、仏壇前に毛布を敷き紋付羽織袴を毛布の上に載せ用意。遺書も用意した。
隣の部屋の襖を開け、寝ている義母こまの上に跨り右後頭部に向かって躊躇わず一太刀、「キャッ」と叫ぶこまにもう一太刀。叫び声に飛び起きたすみに対しても頭を斬りつけ胸部を袈裟掛けに浴びせ斬り。2人は死骸となって転がった。
2人を殺害した萬次郎は更に狂気し2階へ上がる。表座敷で寝ている安次郎の首を斬りつけ、「ウンウン」と唸り出したので首を斬り落とす。安次郎の隣で寝ていた妻吉はビックリして目を覚まし叫び声を挙げるや萬次郎は妻吉の左腕を一刀で斬り落とし、続いて右腕も深く斬り込んだ。「人殺し」と絶叫する妻吉の口内に血刀を付き込み、「よくも、わいの悪口をしゃべりおったな」と舌を切り裂き顎を削いた。妻吉はその場に倒れこんだ。
怪しい物音を聞いて駆けつけた梅吉は萬次郎の異様な姿を見て「兄はん堪忍してぇ」と泣きながら後ずさる。萬次郎はジワリジワリと追い詰め、顔に一太刀次いで背中に二太刀。
階下に降りた萬次郎は「助けてえっ」と叫ぶすみを殺害。化粧室で寝ていたきぬには「オイ大変な用がある、起きろ起きろ」とこまの部屋へ引きずりこみ、後頭部を斬り絶息。
萬次郎は状況確認のため再び2階へ上がる。この時まだ生きていた妻吉は息を潜め死んだふりをしていた。
全員殺害したと思った萬次郎は「そもそもこれは桓武天皇九代の後胤・・・」と船弁慶の一節を唱えながら階段を降りていく。そして真新しい浴衣と袴に着替え、自殺を決意し刀で喉を突こうにも手が震えてなかなか死ねない。結局恥をさらすよりはと表の間に行き、せきに対して「俺は自殺するつもりであったがこれから警察へ自首する。初光は八重の所へ届けて参れ。また重要書類は仏間に置いてあるかられいへ渡して参れ」。そう言い残し萬次郎は人力車に乗って西署へ向かった。ちょうど朝6時、正気に戻った萬次郎は朝日に手を合わせたという。

### 被害状況
| 氏名   | 状況       |
| ------ | ---------- |
| 萬次郎 | 加害者     |
| こま   | 死亡       |
| 安次郎 | 死亡       |
| すみ   | 死亡       |
| きぬ   | 死亡       |
| 梅吉   | 死亡       |
| 妻吉   | 両腕を切断 |
| 初光   | 無事       |
| せき   | 無事       |
| 萬吉   | 無事       |

## 事件の影響
「嫁しては夫に従い」「貞女二夫にまみえず」という家庭訓が貞女の筆頭に掲げられた時代において、若い妻女のよろめきが引き起こした一家惨殺事件は大阪中を震撼させ、世の旦那達は外出を控え、妻女は一層慎ましく暮らしたという話が伝えられている。

### 報道
号外が出るほどの大事件ではなかったが、遊郭で起きた殺傷事件、芸妓の人間関係など話題が多く太い活字の見だしで連日巷間に撒き散らされた（当初の報道では誤って六人殺しという見出しになっていたが翌日から六人斬と訂正された）。

### 妻吉
病院に運ばれた妻吉は手術を受けるも右腕も切断される。しかし妻吉は自身の右腕も切断を知ったのは先のことである。食用旺盛で結果は良好・卵粥を平らげる。
事件直後病院に運び込まれる前、妻吉は「萬次郎の鬼に斬られた。仇をとっておくれ」と話した。妻吉の兄は無残な妹の姿に「仇はとってやる。あいつ(萬次郎)の娘・初光の首をとってやる」と。

### あい
事件直後の新聞を読んだあいは当初萬次郎が自分を呼び寄せるためのつくり話だと疑った。しかし事実であるとわかり、自分が疑われるのを嫌ったあいは自ら西署に赴く。
明治郎の噂に付いてはきっぱりと否定。

### 2通の遺書
タンスから萬次郎が書いた2通の遺書が発見、また別に事件後に1通の手紙もあり、これは遺書の場所を示す内容で、他にもあいと明治郎を死刑にすべきとの脅し文句もあった。

### 真犯人を名乗る男
事件後片岡重三郎という55歳の車夫が堀江六人斬りの加害者は自分なりと西署に自首した。

### 山梅楼
事件後の山梅楼の財産は、現金90円、預金363円。家屋・土地は共に事件の前年に南堀江の長岡卯兵衛へ2000円の抵当にいれてあった。

### 幽霊騒動
事件後毎日のように野次馬で賑わっていたが、火の玉が屋根の上に出るという噂が流れ野次馬がばったりと止まった。
後にそれは近所の玩具屋の倅であることがわかった。当時の大阪朝日新聞は「いくらおもちゃ屋でも人を玩具にするとは極道阿呆の骨頂」とこき下ろした。

### 演芸
衝撃的なこの事件は早速市内の小芝居、茶番、講釈、浮かれ節、見世物小屋など至る所で演じられた。堀江明楽座では「六人の紅染」、九条町繁栄座の角藤一座も「廓の夢」、稲荷社文楽座の中村信濃一座は「堀江六人斬」講釈では「怪談六人斬の生人形」が演じられ、いずれも客足は良かったという。

## 裁判
堀川監獄に収容された萬次郎は一審では故殺罪として無期徒刑となるも、大阪控訴院では諜殺罪であるとして死刑判決を受ける。大審院に上告するも棄却され確定、1907年（明治40年）2月1日に刑が執行された。
死刑執行前に妻吉と面会した萬次郎は「わしは死んだら霊魂となってお前を守る」と言い残した。寒い時期にもかかわらず萬次郎は単衣で過ごしていたという。東京で死刑執行の知らせを受けた妻吉は、浅草の連光寺で萬次郎の法要を営んだ萬次郎の辞世の句は「落とされし腕の指先こほる夜半」。最初面会したとき「お前は腕がないはずだが」と驚いたという（妻吉は義手をつけていた）。

## その後
山梅楼一座は両腕を切断された妻吉を売り物にし関東に赴く。少年時代に柳家金語楼がその一座に加わって妻吉には大変親切にしてもらったという。
後に大阪に帰った妻吉は法善寺で死んだ5人の法要も営んだ。また萬次郎の墓も建て、永代供養した。

## 事件を扱った作品
- 映画

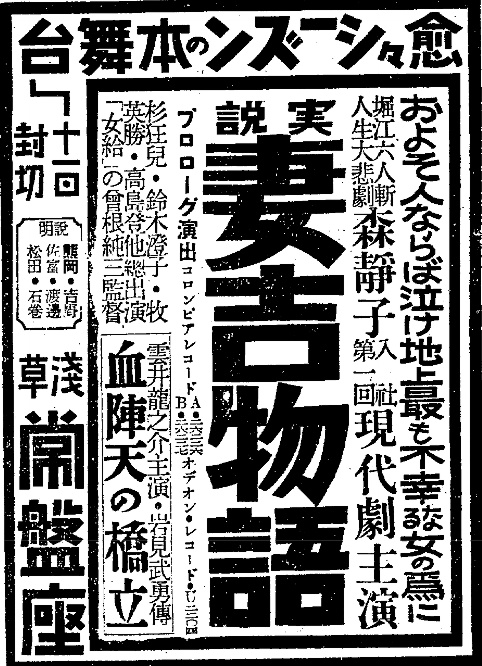
『妻吉物語』の広告（1931年）

  - 『妻吉物語』(監督:曾根純三、妻吉:森静子、他:鈴木澄子、1931年)
- 小説
  - 『女橋』(藤本義一、1971年)
- ドラマ
  - 『涙は流さないでください～大石順教尼の生涯』(朝日放送、1981年11月13日)

## その他
山梅楼
当時は売春をする女郎のほうが格が上とされ、芸者は芸だけを売って女郎中心の座敷の賑やかしをするのが仕事だった。山梅楼は大阪市立堀江小学校の正門を東に行った近辺にあったとされている。現在はマンションが立ち並び当時の面影は残っていない
萬次郎
教養が高く、囲碁将棋が得意。文字を書くことができたことから遊郭の試験委員などを勤めるなど信頼されていた。武家出身で剣術も心得えており、長門守から譲り受けた刀を持って常日頃「十人や二十人を切り捨てるのはわけない」とあいに自慢(脅し)していた。当時14歳のすみまで殺したのはあいの血筋を絶やしてやろうという異常な憎悪があった。対幻想を、家族を生きていた。八重、お作、すえ、あいという女の遍歴も対幻想の徹底・激しさを物語っている。その対の相手・あいが突然姿を消し、萬次郎は自己存続の危機に直面。ほとんど対幻想の領域だけを生きてきた萬次郎は、その危機を打開する方向でなく、危機に殉じる方向を選んだ。自身を危機に陥れた「あい＝家族」を道連れに。前夜の晩餐はいわば饗宴だったのである。

### 萬次郎の妻

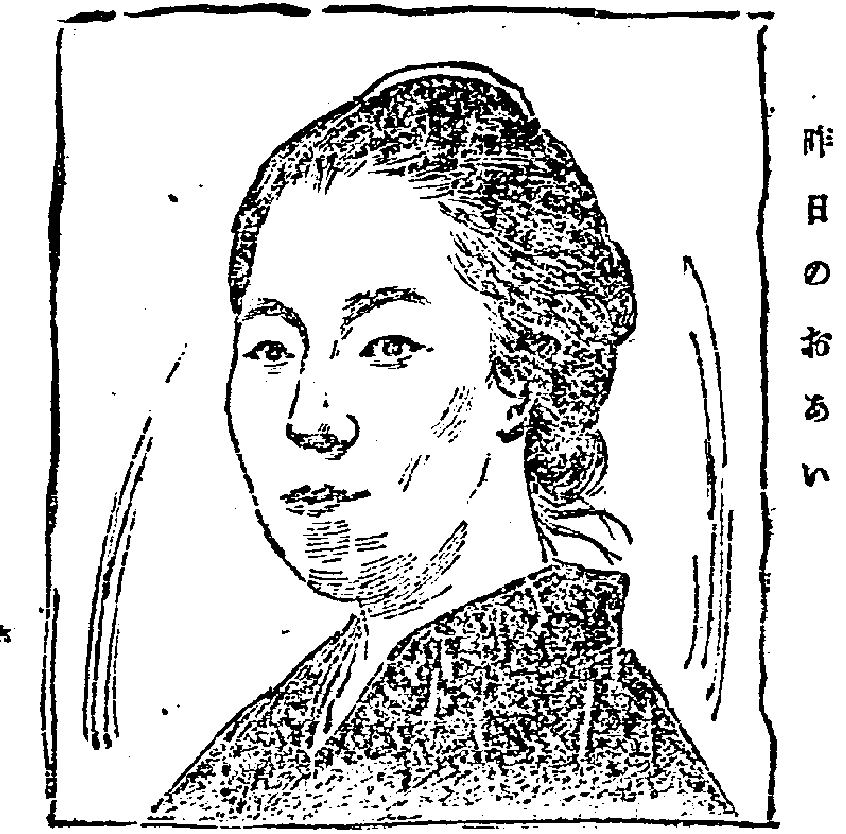
あいの似顔絵

八重
事件の20年近く前、山梅楼を追い出された八重は悲観の上に尻無川へ身を投げるも未遂に終わる。その後近くで山形楼を経営するようになったが、このころから精神不安定となり堀江の狂人と陰で呼ばれるようになった。萬次郎の事件を聞いても「ちっともさしつかえおまへん」と言い捨て煙草を吸っていたという。
すえ
旧姓は白木。北新地の芸妓出身。萬次郎に罠にはめられ、後に徳山市で再婚。
あい
旧姓は座古谷。順慶町(現在の南船場)出身。一度結婚に失敗し、18歳のときに山梅楼に来る。「小萬」となのり店出しをしたが、妻吉からは妖婦と呼ばれていた。容姿端麗の26歳。あいの弟が戦死のため葬式に出ようにも萬次郎が許さず家の仏壇で供養することも許されなかった。事件後宝塚で井戸にはまり事故死。

### 抱え芸妓

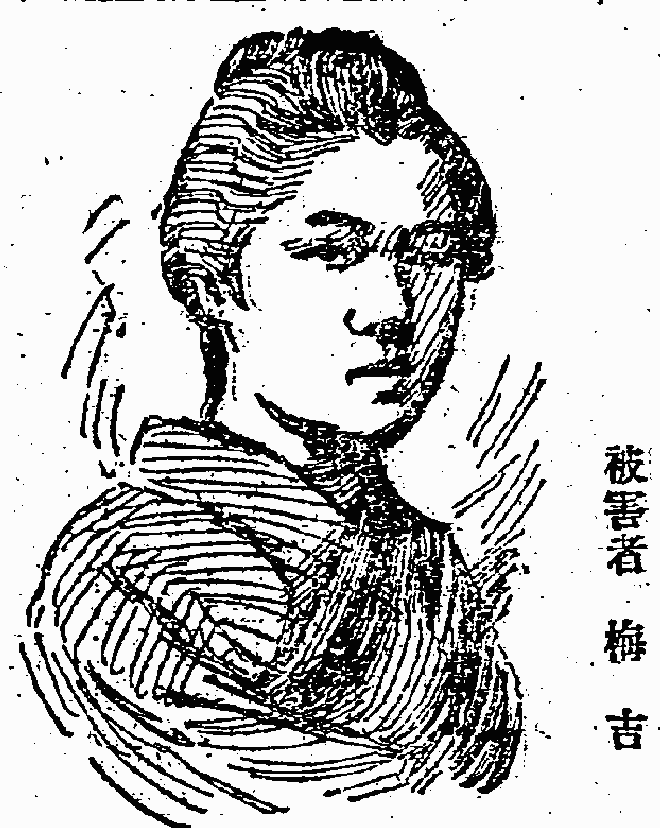
梅吉の似顔絵

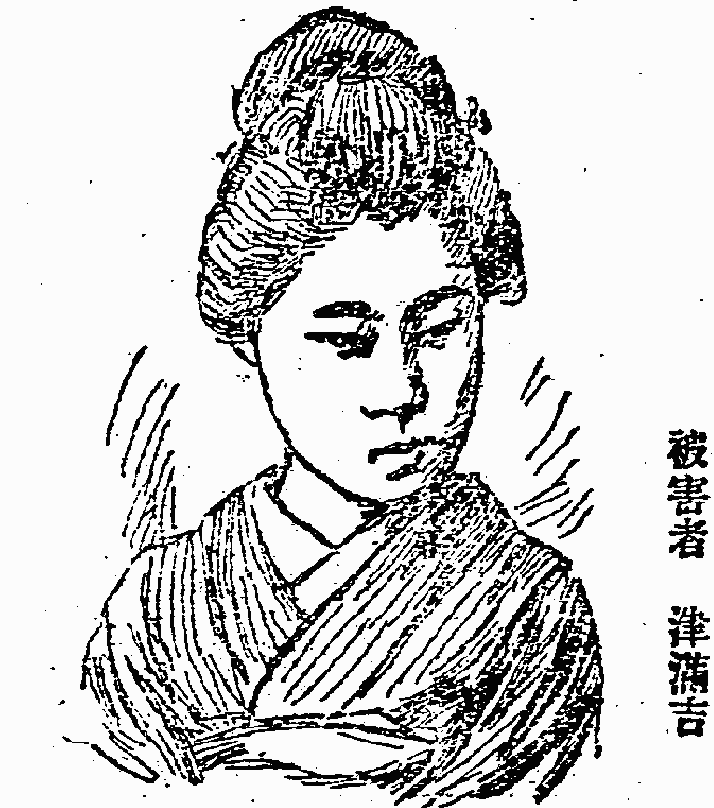
妻吉の似顔絵

艶菊
18歳。山梅楼の娘分で妻吉より先輩。内気な性格なため妻吉がよく庇っていた。その後将校と結婚。耳が遠く話しかけても「ウーウー」としか答えなかったという。
梅吉
当時20歳。播重席の娘義太夫。九郎右衛門町出身。本名は杉本よね。あいによって事件の前年に山梅楼に。東店。あいと明治郎の駆け落ちに手を貸していたと疑われ殺害される。
妻吉
当時17歳。本名は大石よね。1902年（明治35年）に山梅楼の抱え芸妓となり紀の佐席から店を開く。あいとは親しかったため萬次郎の恨みを買う。あん摩が得意で事件の夜も萬次郎にあん摩をしていた。妻吉にとっての母はすえである。
萬吉
本名はれい。29歳。萬次郎の姪。遺書の名宛人の1人。事件後は中川楼に寝泊り。

### その他
きぬ
あいの兄の次女。事件の3年ほど前に初光の小守女として雇われる。16歳
明治郎
萬次郎の兄の子、当時29歳。旧姓は今村。1889年（明治22年）7月中旬に中川家の養子となる。事件の前年、養子に迎え勘定係。元々病気がちであいが逃亡する2日前に病気療養のため名古屋の実家に戻る。扱いがよくなく、1銭の小遣いも与えられなかったという。実は結核であった。
せき
艶菊の妹。養女。13歳。初光とは普段から実の姉妹のように仲が良かった。萬次郎は凶行後に娘の初光をせきに預け八重のもとに伴わせる。

## 妻吉の証言
妻吉は尼僧になってから著した自叙伝『堀江物語』の中で自ら事件の顛末を記述している。同書を紹介した小林正盛の著書『生かしあう道』によると、上記とはまた少し違った様相が浮かび上がる。妻吉は、萬次郎と先妻・八重にも、後妻・すえにも可愛がられ、3人を実の親同然に慕っており、あいこそが萬次郎を騙して妻のすえを追い出し、萬次郎の甥である明次郎と駆け落ちした妖婦としている。妻吉は、事件後も萬次郎の罪が軽くなるのであれば裁判所でもどこへでも行くと言い、裁判所でも「萬次郎を憎みません」と発言。監獄へも何度も面会に行き、のちには自らの庵で萬次郎と他の被害者たちの霊を弔う日々を送った。

### 註釈
1. ↑  後日萬次郎もまた芸妓梅吉の遺族（父杉本徳兵衛が一万百五十円を請求した付帯私訴）に対する弔慰金五百五十円の支払い宣告を不当として控訴した。
2. ↑  後に病気のため実家に帰ったと判明
3. ↑  『日本近代殺人史』には「あいの関心を買うために引き取った」と書かれている
4. ↑  今昔では一刀で切り伏せたとある
5. ↑  首を切り落とそうとして手元が狂ったという文献もある[38]
6. ↑  今昔、朝日新聞1905.6.22では妻吉より先に梅吉を斬ったとある
7. ↑  当時の大阪大阪毎日新聞には北堀江上通三丁目177番地、すなわち「富田屋橋の一丁南の辻角」とある。富田屋橋は長堀川(現在の長堀通)に掛かる橋で鰹座橋の2つ右隣にあった
8. ↑  『20世紀にっぽん殺人』では「弘永」となっている
9. ↑  『20世紀にっぽん殺人事典』では「宮岡」となっている

### 新聞記事
大阪毎日新聞
- “遊郭楼主の六人斬り”. (1905年6月22日). p. 7 File:Mainichi19050622.jpg
- “遊郭楼主の六人斬り 続き”. (1905年6月22日). p. 5 File:Mainichi19050622_5.gif
- “遊郭楼主六人斬の余聞”. (1905年6月23日) File:Mainichi19050623.gif
- “堀江六人斬余聞 - あいは今何処に居や”. (1905年6月24日). p. 5 File:Mainichi19050624.gif

大阪朝日新聞
- “堀江の六人殺し”. (1905年6月22日). p. 8 File:19050622.jpg
- “堀江の六人殺しの続報”. (1905年6月23日). p. 8 {{cite news}}: 名無し引数「朝日0623」は無視されます。 (説明)⚠ File:Asahi19050623.gif

### 書籍
- 西区史刊行委員会『西区史第一巻』1943年、207-208頁。
- 大阪府警察『大阪府警察史〈第1巻〉』大阪府警察、1970年、445-449頁。
- 大石順教『妻吉自叙伝 堀江物語』日本図書センター〈障害とともに生きる 4〉、2001年、92-112頁。ISBN 4820558854。
- 朝日放送テレビ制作局『大阪史話―近代化うら話』創元社、1965年、93-97頁。
- 読売新聞大阪本社『百年の大阪〈第4巻〉商都の繁栄』浪速社、1967年、35-38頁。
- 『大阪百年』毎日新聞社、1968年、82-84頁。
- 山崎哲『＜物語＞日本近代殺人史』春秋社、2000年、46-50頁。ISBN 978-4393331910。
- 水知悠之介『大阪堀江今昔』燃焼社、2003年、41-44頁。ISBN 4889780300。
- 福田洋『20世紀にっぽん殺人事典』社会思想社、2001年、31-33頁。ISBN 4390502123。
- 加太こうじ『明治・大正犯罪史』現代史出版会、1980年、96-103頁。ASIN B000J8AC9W
- 『都市伝説と犯罪』朝倉喬司　現代書館　2009年
- 事件で見る明治100話
- 宮坂九郎『明治大正昭和 歴史資料全集 犯罪篇 上』大空社〈近代犯罪資料叢書〉、1999年。

### 雑誌
- 堀田暁生「大阪時事新報に見る 堀江六人斬り」『大阪春秋』第134号、新風書房、2009年4月、84-94頁、ISBN 4882696770。